# جوي جريكو
جوي جريكو (بالإنجليزية: Joey Greco)‏ هو مقدم تلفزيوني أمريكي، ولد في 29 فبراير 1972 في ذا برونكس في الولايات المتحدة.

## وصلات خارجية
- الموقع الرسمي
- جوي جريكو على موقع IMDb (الإنجليزية)
- جوي جريكو على موقع IMDb (الإنجليزية)
- جوي جريكو على موقع قاعدة بيانات الفيلم (الإنجليزية)